# Herjolf Bardarson
Herjolf Bardarson (isl. Herjólfur Bárðarsson) - Islandczyk, ojciec Bjarniego Herljólfssona (pierwszego Europejczyka, który w trakcie żeglugi z Islandii na Grenlandię zobaczył w czasie sztormu wybrzeże Ameryki).
Wedle Sagi Grenlandzkiej Herjolf był synem Barda, syna Herjolfa, który był kuzynem Ingólfura Arnarsona, jednego z pierwszych norweskich osadników na Islandii.
Herjolf był przyjacielem Eryka Rudego; wyruszył razem z nim, by skolonizować Grenlandię. Zamieszkał w miejscu, które potem zostało nazwane Herjólfsdal na wyspach Vestmannaeyjar; miał żonę Thorgard.